# Zera Hulswit
Zera Hulswit (Halderberge, 29 april 2003) is een Nederlandse voetbalster, die uitkomt als aanvalster voor Feyenoord in de Eredivisie en voor Jong Oranje. Ze speelt doorgaans als rechtsbuiten en is befaamd vanwege haar assists.

## Clubcarrière

### Jeugd
Hulswit begon op vierjarige leeftijd bij V.V. De Schutters in Stampersgat. Ze speelde steeds in jongensteams, ook toen ze als veertienjarige overstapte naar het hoger geklasseerde RKVV Roosendaal. "Voetballend kon ik makkelijk mee, maar fysiek was het op een gegeven moment te zwaar. Stond ik daar als 14-jarig meisje tegen jongens van 17, 18 jaar. Ik kon ze aan, maar als ik een schouderduw kreeg lag ik om. En dat hebben ze snel door hoor." Via het CTO Eindhoven Talent Team kwam ze in juli 2019 terecht bij Jong PSV Vrouwen.

### Prof
In december 2022 tekende Hulswit haar eerste professionele contract bij PSV. Voor die tijd speelde ze al verschillende wedstrijden met de A-selectie. Ze maakte haar debuut op 2 april 2021 in een wedstrijd om de Eredivisie Cup tegen PEC Zwolle. Haar eredivisiedebuut maakte ze op 23 januari 2022 tegen FC Twente. Op 27 november 2022 startte Hulswit voor het eerst in de basis, in de met 3-1 gewonnen thuiswedstrijd tegen Feyenoord. In die wedstrijd maakte ze haar eerste twee doelpunten voor PSV. In de winterstop van het seizoen 2024/25 maakte ze de transfer naar Feyenoord.

## Interlandcarrière
Vanaf Oranje O15 kwam Hulswit in alle leeftijdscategorieën uit voor Nederland. Ze speelde in twee eindtoernooien. Haar bijdrage tijdens het Europees Kampioenschap O17 in Bulgarije bestond uit een aantal korte invalbeurten. Tijdens het Wereldkampioenschap O20 in Costa Rica speelde ze in alle zes de wedstrijden. Met een goal en assist had ze een belangrijk aandeel in de 2-0 overwinning op Nigeria in de kwartfinale.